# 東京都立工業高等専門学校
東京都立工業高等専門学校（とうきょうとりつこうぎょうこうとうせんもんがっこう）は、かつて東京都品川区に所在した公立高等専門学校。英語表記は、Tokyo Metropolitan College of Technology。略称はTMCT。2010年3月31日をもって閉校した。現在の東京都立産業技術高等専門学校の前身校の一つ。
学生や近隣住民からは「都立工業高専」と呼ばれていた。

## 概要
2006年度より東京都立航空工業高等専門学校と発展的に統合し、新たに東京都立産業技術高等専門学校を設立、同時に専攻科を設置した。さらに同じ敷地に公立大学法人首都大学東京が設置する産業技術大学院大学（同年度より開学）と連携し、高専から大学院に至る全国初の9年間一貫のものづくり教育を目指している。
東京都立工業高等専門学校は、本科学生の卒業を待って、2010年3月31日をもって閉校した。
校舎正面玄関の上部には、ギリシア語 ΠΑΝΘΕΣ ΑΝΘΡΩΠΟΙ ΤΟΥ ΕΙΔΕΝΑΙ ΟΡΕΓΟΝΘΑΙ ΦΥΣΕΙ が掲げられていたが、これは英語で All humans, by nature, desire knowledge. という意味である。
定時制高校の東京都立鮫洲工業高等学校（2007年3月閉校）と、校舎の一部を共用していた。
太平洋戦争中には、後に取り壊された旧校舎（通称は北館またはN館）に高射砲が設置されており、設置されていたと思われる跡も存在した。

## 沿革
- 1935年（昭和10年）- 東京府立電機工業学校として開校。
- 1940年（昭和15年）- 東京府立高等工業学校と改称。
- 1948年（昭和23年）4月1日 - 学制改革により、東京都立鮫洲新制高等学校と改称。
- 1954年（昭和29年）4月1日 - 東京都立工業短期大学が開校。
- 1957年（昭和32年）4月1日 - 同短大の附属校となり、東京都立工業短期大学附属工業高等学校と改称。
- 1962年（昭和37年）4月1日 - 同校を閉校し、母体として東京都立工業高等専門学校として開校。
- 1996年（平成8年）4月1日 - 生産システム工学科、電子情報工学科を設置、校舎の全面改築工事を開始。
- 1999年（平成11年）- 校舎改築工事完了。
- 2006年（平成18年）4月1日 - 東京都立産業技術高等専門学校へ改組。東京都立工業高等専門学校の敷地は、東京都立産業技術高等専門学校品川キャンパスとなる。
- 2010年（平成22年）3月31日 - 東京都立工業高等専門学校を閉校。

## 設置課程
平成17年度入学生まで
- 機械工学科
- 生産システム工学科
- 電子情報工学科
- 電気工学科

## 交通アクセス
- りんかい線品川シーサイド駅 徒歩3分
- 京急本線青物横丁駅 徒歩10分、鮫洲駅 徒歩9分
- JR京浜東北線・東急大井町線大井町駅 徒歩16分

## 出身者
前身校を含む。
- 杉浦喬也：元国鉄総裁、元運輸事務次官（東京府立電機工業学校中退→旧制一高）
- 西村京太郎：推理作家（東京都立電機工業学校 1948年3月）
- 山本悟：KYB代表取締役社長（機械工学科 1回生）

## 本校が登場する作品
- 日本映画『時をかける少女』（1983年版）のスタッフロールの取材協力に本校の名前がある。